# Jacob Lagacé
Jacob Lagacé (né le 9 janvier 1990 à Saint-Hyacinthe dans la province de Québec au Canada) est un joueur de hockey sur glace professionnel canadien.

## Biographie

### Enfance
Né à Saint-Hyacinthe, mais ayant grandi dans une famille monoparentale à bas revenue de Belœil, Lagacé se découvre un talent naturel pour le hockey, un sport dont sa famille ne voulais originellement pas le voir jouer. Ce talent qui lui vaut un succès malgré son manque de professionnalisme sera plus tard blâmé pour ses déboires dans ses premières années professionnelles.

### Carrière junior
Repêché par les Saguenéens de Chicoutimi au 54e rang lors du repêchage d'entrée de la LHJMQ en 2007, il participe à son premier camp d'entrainement le printemps suivant. Celui-ci à la particularité d'être médiatisé par le tournage d'une téléréalité suivant le camp de recrues. Cette série, nommée Les Recrues se conclut avec la percée de huit joueurs dont Lagacé. Sa première campagne junior est également son année de repêchage. Au moment où la liste finale est publiée, il est classé 55e meilleur espoir en Amérique du Nord, ce qui le place comme le huitième meilleur espoir issue de la LHJMQ. Il est finalement repêché par les Sabres de Buffalo durant la cinquième ronde, au 134e rang.
Complaisant à propos de son talent, il ne s'entraine pas sérieusement durant l'entre saison suivant son repêchage. Avec le départ de son compagnon de jeu, Francis Paré, le rendement de Lagacé est moindre qu'attendu. Ceci lui attire les foudres de la direction de Saguenéens et des Sabres. À la mi-saison, il confirme que son manque de professionnalisme durant l'été est à blâmer pour ses déboires. Sa manque de préparation physique l'ayant empêcher de garder le rythme avec ses adversaires, il améliore son éthique de travaille durant l'été 2009 et fait un camp d'entrainement avec les Sabres qu'il juge satisfaisant. Un meilleur début de saison lui permet de participer pour la première fois au Défi ADT Canada-Russie en novembre 2009. Cependant, alors qu'il est le meilleur buteur de la ligue, son entraineur, Richard Martel, l'échange aux Screaming Eagles du Cap-Breton contre un choix de première et de deuxième ronde. Seulement quelques jours plus tard, alors que le Cap-Breton affronte Chicoutimi, Lagacé marque seulement 45 secondes après la mise au jeu initiale contre son ancienne équipe. À la fin de la saison, il signe son premier contrat professionnel avec Buffalo. Vivant pour la première fois de sa vie dans une situation de stabilité financière, il considère alors qu'il a réussi, ce qui cause une nouvelle chute dans son professionnalisme.

### Carrière professionnelle
Durant les deux premières années de son contrat, Lagacé est un joueur régulier dans la LAH avec les Pirates de Portland. Le succès se fait rare dans une ligue où le niveau est plus élevé et un rendement régulier est attendu dès la première campagne. Il profite alors de son salaire pour acheter une satisfaction qu'il ne retrouve plus sur la patinoire. Cependant, un lockout dans la LNH durant sa dernière année de contrat cause une hausse de qualité dans les joueurs de la ligue. Faisant face à une baisse dans son temps de jeu, il est rétrogradé au club école des Condors de Bakersfield, équipe de la ECHL, troisième niveau nord-américain. Plus tard, il décrit cette section de sa carrière comme une où il « n’allait nulle part ».
Avant même que la saison finisse, il quitte l'Amérique du Nord pour la Scandinavie où il rejoint les Tønsberg Vikings de la GET Ligaen. Durant l'été, il rejoint les rangs de l'Asplöven HC. Lors de sa première saison avec l'équipe, il domine la ligue est termine meilleur pointeur. Il reçoit alors des offres de plusieurs équipes de première division, dont le MODO Hockey et le Luleå HF. Malgré la pression de son idole, Peter Forsberg, pour rejoindre le MODO, Lagacé décide néanmoins de prendre le chemin de Luleå. En 2018, il signe un contrat avec le Stavanger ishockeyklubb où il reste cependant qu'une saison avant de prendre le chemin de l'Allemagne pour joindre les Krefeld Pinguine. Après une saison écourtée par la pandémie de Covid-19, il quitte la Rhénanie-du-Nord-Westphalie pour la Normandie où il rejoint les Dragons de Rouen en Ligue Magnus,. Il rejoint alors son ancien coéquipier à Saguenay et ami depuis l'école secondaire, Nicolas Deschamps, qui avait souvent dit à la blague que Lagacé devrait le rejoindre en France lorsque sa carrière serait dans un creux. Il remporte avec Rouen son premier championnat national. Après une saison avec l'équipe, il fait son retour en Norvège en signant avec le Frisk Asker. Son départ coïncide avec celui de Maxim Lamarche et Deschamps.

## Statistiques
| Saison    | Équipe                         | Ligue             |    | Saison régulière | Saison régulière | Saison régulière | Saison régulière | Saison régulière |   | Séries éliminatoires | Séries éliminatoires | Séries éliminatoires | Séries éliminatoires | Séries éliminatoires |
| Saison    | Équipe                         | Ligue             | PJ | B                | A                | Pts              | Pun              | PJ               | B | A                    | Pts                  | Pun                  |                      |                      |
| 2007-2008 | Saguenéens de Chicoutimi       | LHJMQ             | 67 | 23               | 39               | 62               | 40               | 6                | 3 | 2                    | 5                    | 7                    |                      |                      |
| 2008-2009 | Saguenéens de Chicoutimi       | LHJMQ             | 64 | 32               | 37               | 69               | 52               | 4                | 1 | 2                    | 3                    | 4                    |                      |                      |
| 2009-2010 | Saguenéens de Chicoutimi       | LHJMQ             | 35 | 30               | 23               | 53               | 20               | -                | - | -                    | -                    | -                    |                      |                      |
| 2009-2010 | Screaming Eagles du Cap-Breton | LHJMQ             | 25 | 5                | 15               | 20               | 32               | 5                | 0 | 3                    | 3                    | 4                    |                      |                      |
| 2009-2010 | Pirates de Portland            | LAH               | -  | -                | -                | -                | -                | 1                | 0 | 0                    | 0                    | 0                    |                      |                      |
| 2010-2011 | Road Warriors de Greenville    | ECHL              | 13 | 0                | 6                | 6                | 0                | -                | - | -                    | -                    | -                    |                      |                      |
| 2010-2011 | Pirates de Portland            | LAH               | 58 | 10               | 13               | 23               | 34               | 4                | 0 | 0                    | 0                    | 0                    |                      |                      |
| 2011-2012 | Americans de Rochester         | LAH               | 58 | 10               | 10               | 20               | 25               | -                | - | -                    | -                    | -                    |                      |                      |
| 2012-2013 | Americans de Rochester         | LAH               | 4  | 0                | 0                | 0                | 2                | -                | - | -                    | -                    | -                    |                      |                      |
| 2012-2013 | Condors de Bakersfield         | ECHL              | 57 | 16               | 20               | 36               | 68               | -                | - | -                    | -                    | -                    |                      |                      |
| 2013-2014 | Solar Bears d'Orlando          | ECHL              | 26 | 2                | 4                | 6                | 25               | -                | - | -                    | -                    | -                    |                      |                      |
| 2013-2014 | Nailers de Wheeling            | ECHL              | 9  | 2                | 3                | 5                | 2                | -                | - | -                    | -                    | -                    |                      |                      |
| 2013-2014 | Tønsberg Vikings               | GET Ligaen        | 9  | 5                | 10               | 15               | 6                | 4                | 3 | 2                    | 5                    | 16                   |                      |                      |
| 2014-2015 | Asplöven HC                    | HockeyAllsvenskan | 52 | 20               | 37               | 57               | 38               | -                | - | -                    | -                    | -                    |                      |                      |
| 2015-2016 | Luleå HF                       | SHL               | 50 | 7                | 17               | 24               | 26               | 8                | 0 | 0                    | 0                    | 0                    |                      |                      |
| 2016-2017 | Luleå HF                       | SHL               | 49 | 2                | 13               | 15               | 34               | 2                | 1 | 1                    | 2                    | 0                    |                      |                      |
| 2017-2018 | Mora IK                        | SHL               | 51 | 4                | 13               | 17               | 20               | 4                | 0 | 0                    | 0                    | 2                    |                      |                      |
| 2018-2019 | Stavanger Oilers               | GET Ligaen        | 46 | 25               | 25               | 50               | 72               | 9                | 2 | 5                    | 7                    | 22                   |                      |                      |
| 2019-2020 | Krefeld Pinguine               | DEL               | 49 | 6                | 10               | 16               | 32               | -                | - | -                    | -                    | -                    |                      |                      |
| 2020-2021 | Dragons de Rouen               | Ligue Magnus      | 21 | 8                | 9                | 17               | 14               | -                | - | -                    | -                    | -                    |                      |                      |
| 2021-2022 | Frisk Asker                    | GET Ligaen        | 43 | 14               | 29               | 43               | 38               | 5                | 1 | 1                    | 2                    | 0                    |                      |                      |
| 2022-2023 | ESV Kaufbeuren                 | DEL 2             | 46 | 17               | 38               | 55               | 31               | 3                | 0 | 2                    | 2                    | 2                    |                      |                      |